# یوینتاددان
یوینتاددان (نام علمی: Uintatheriidae) نام یک تیره از راسته سهمگین‌شاخان است.